# آدم هارت-دايفيس
آدم هارت - دايفيس (بالإنجليزية: Adam Hart-Davis)‏ (ولد في 4 تموز 1943 م) هو عالم وكاتب بريطاني، مصور فوتوغرافي، مؤرخ ومقدم سلسلة تلفزيونية على ال بي بي سي كما أنه اشترك في الجزء السادس من برنامج خواطر في عام 2010.

## اشتراكه في برنامج خواطر
في عام 2010 حل ضيفا في اغلب حلقات خواطر 6 الذي عرض في شهر رمضان المبارك والذي عرض وتحدث فيها عن أهم ما قدمه علماء المسلمين للبشرية من اختراعات في كافة المجالات في الطب والهندسة والاختراعات الحربية إلى آخره.

## مؤلفاته
- Why Does A Ball Bounce?: And 100 Other Questions From the Worlds of Science, Ebury Press ترجمتها راغدة زهير طراف ود.أحمد مغربي إلى العربية باسم «لماذا تنط الطابة؟ و100 مسألة علمية أخرى».[3]

## روابط خارجية
- آدم هارت-دايفيس على موقع IMDb (الإنجليزية)
- آدم هارت-دايفيس على موقع قاعدة بيانات الفيلم (الإنجليزية)